# Children's Online Privacy Protection Act
A Children's Online Privacy Protection Act of 1998 (COPPA) az Egyesült Államok szövetségi törvénye, amely a 15 U.S.C. §§ 6501–6506 címen található (Pub. L. 105–277 (szöveg) (PDF), 112 Stat. 2681-728, elfogadva 1998. október 21-én).
A 2000. április 21-én hatályba lépett törvény az Egyesült Államok joghatósága alá tartozó személyek vagy szervezetek által 13 év alatti gyermekekről végzett online személyes adatgyűjtésre vonatkozik, beleértve az Egyesült Államokon kívüli gyermekeket is, ha a weboldal vagy szolgáltatás az Egyesült Államokban található. Részletezi, hogy a weboldal üzemeltetőjének mit kell belefoglalnia az adatvédelmi szabályzatba, mikor és hogyan kell ellenőrizhető hozzájárulást kérni a szülőtől vagy gondviselőtől, és milyen felelőssége van az üzemeltetőnek a gyermekek magánéletének és biztonságának online védelmében, beleértve a 13 év alattiak marketingjének korlátozását. 
Bár a 13 év alatti gyermekek legálisan adhatnak ki személyes adatokat szüleik engedélyével, számos webhely – különösen a közösségi oldalak, de más olyan webhelyek is, amelyek a legtöbb személyes adatot gyűjtik – teljesen letiltja a 13 év alatti gyermekek számára szolgáltatásaik használatát a törvény betartásával járó költségek és munka miatt.